# Route nationale 3 (Burkina Faso)
Pour les articles homonymes, voir Route nationale 3.
La route nationale 3 (RN 3) est une route du Burkina Faso allant de Ouagadougou à Gorom-Gorom puis vers le Niger. Sa longueur est de 310 km.

## Tracé
- Ouagadougou
  - Nong-Warbin
  - Loumbila
- Ziniaré
  - Tampanga
  - Raguitenga
  - Korsimoro
  - Boussouma
- Kaya
  - Dondollé
  - Konéan
  - Pissila
  - Ouanobian
  - Tougouri
  - Taparko
  - Yalgo
  - Bani
  - Gangaol
- Dori
  - Djomga
  - Goudoubo
  - Saouga
- Gorom-Gorom
  - Salmossi
  - Markoye
  - Tambao
- Frontière entre le Burkina Faso et le Niger.